# Paul Bachmann (Abt)
Paul Bachmann (auch Amnicola; * zwischen 1465 und 1468 in Chemnitz; † 1538 im Kloster Altzelle bei Nossen) war Zisterzienser und seit 1522 Abt des Klosters Altzelle. Als Kontroverstheologe war er ein scharfer Gegner Martin Luthers und der Reformation in Sachsen.

## Leben
Über seine Kindheit und Jugend ist außer seinem Geburtsort nichts bekannt, und auch nur wenig über die Zeit seines Lebens, bevor er als Opponent der Reformationsbewegung in Erscheinung getreten ist. Er scheint an einer Schule der Zisterzienser in Leipzig gelehrt zu haben, bevor er zunächst Prokurator des Klosters Altzelle wurde.
1522 wurde Bachmann Nachfolger von Martin von Lochau als Abt des Klosters und engagierte sich für die Verbesserung der klösterlichen Zucht und Ordnung. Bereits seit dieser Zeit beteiligte er sich am publizistischen Streit gegen Luther. Die Heiligsprechung Bischof Bennos von Meißen nutzte er zu einer heftigen Polemik gegen Luther. Ihm wurde  von König Ferdinand 1532 und 1537 die Visitation von Kloster Neuzelle und Kloster Dobrilugk übertragen. 1537 wurde er Ordensvikar für Böhmen-Mähren-Lausitz.

## Werke
Zusammen mit Hieronymus Emser, Johannes Cochläus und Augustin von Alveldt trat Bachmann der Ausbreitung der Reformation in Sachsen entgegen und veröffentlichte einige zum Teil recht derbe Streitschriften gegen Martin Luther.
- Martinus Luther, Wy ess ain man sey u. was er fürt im schylde (1522)
- Wyder das wild Geyffernd Eber schwein Luthern, So ... sich vnderstehet mit seynem Rüssel vmbzustossen die Canonizacion Diui Bennonis vnd aller heyligen ehr erbietung zu vertilgen (1524)
- Gutachten an Hzg. Georg v. Sachsen über die sog. 15 Marburger Artikel (1530)
- Ein Schnoptuchlin auff Luthers Geyffer vnd vnlust (1533)
- Ein Maulstreich dem Lutherischen lügenhafftigen, weyt auffgesperrten Rachen, das Closterleben zu lestern vnd schenden (1534)
- Wider die Natterzungen, Honsprecher vnd Lestermeuler (1538)